# Alcova
Alcova is een plaats (census-designated place) in de Amerikaanse staat Wyoming, en valt bestuurlijk gezien onder Natrona County. Het geografische zwaartepunt van de bevolking van Wyoming ligt hier.

## Demografie
Bij de volkstelling in 2000 werd het aantal inwoners vastgesteld op 20.

## Geografie
Volgens het United States Census Bureau beslaat de plaats een oppervlakte van
0,7 km², geheel bestaande uit land. Alcova ligt op ongeveer 1637 m boven zeeniveau.

## Plaatsen in de nabije omgeving
De onderstaande figuur toont nabijgelegen plaatsen in een straal van 52 km rond Alcova.